# Enyhe költésrothadás
Az enyhe, avagy európai költésrothadás vagy jóindulatú költésrothadás egy méhbetegség. A baktériumok a nyitott fiasítást támadják meg; néha a fedett fiasítás egy része is elpusztul. A beteg álca rendellenes testhelyzetet foglal el. A túlélők nem fejlődnek ki teljesen, még gubójukat sem tudják rendesen megszőni. Kicsik, csököttek, fejletlenek lesznek.
Az elhalt álcák ellapulnak, és fokozatosan barnára színeződnek. A maradványok savanyú szagot, silószagot árasztanak. Nem nyúlósak, gyufaszállal kiemelhetők. Megtartják az álca testszerkezetét, nedvesek maradnak, péppé zúzhatók.
1999-ben Svájcban egy virulensebb törzse jelent meg, ami az eddigieknél nehezebben leküzdhető. Fertőtleníteni kell; a kórokozó  78 °C-on elpusztul, a viasz megtisztítható 5% forró nátronlúggal, 6% forró szódaoldattal és 70% alkohollal. A kórokozók a propoliszban is megmaradhatnak.

## Kórokozója
A betegséget a Melissococcus pluton nevű baktérium okozza. Az Enterococcaceae családba, és a Bacillales rendbe tartozik. Az oxigén jelenlétét elviselő Gram-pozitív baktérium. A fertőzött családokban megtalálhatók még a  Paenibacillus alvei és a Brevibacillus laterosporus is, amelyek szintén hozzájárulhatnak a betegség kialakulásához. Mivel a bebábozódó lárvák ürülékével és a táplálékkal terjed, még akkor is évekig fertőzőképes, ha nem alakul spórává.

## Felismerése
A tünetek jelentkezése esetén ki kell zárni más hasonló betegségeket, mint az amerikai költésrothadást, vagy a tömlős költésrothadást. Előfordulhat vegyes fertőzés is, amikor több betegség egyidejűleg van jelen.
Csak laborvizsgálattal lehet kétséget kizáróan kimutatni.

## Megelőzése és kezelése
Mivel a kórokozó évekig is túlél a lárvák ürülékében, ezért fontos a lépek rendszeres cseréje. Csak az erős családoknak van esélyük túlélni, ezért a gyenge családokat egyesíteni kell. A betegség leküzdésében segít a bőséges készlet, a jó hordás, illetve a jól petéző anya.
Erős családoknál a betegség leküzdéséhez használható antibiotikum, például Fumidil-B.
Bejelentésköteles betegség. Ha egy méhészetben felbukkan, akkor az a méhészet zárlat alá kerül, mindaddig, amíg a családok meg nem gyógyulnak. Ha egy településen három méhészetben észlelik, akkor községi zárlatot rendelnek el.